# العقلة (حجة)
العقلة هي إحدى قرى الجمهورية اليمنية. وهي تتبع جغرافيًا لمحافظة حجة. وإداريًا لمديرية وشحة. يبلغ تعداد سكانها 1722 نسمة حسب الإحصاء الذي جرى عام 2004.